# Víctor Zelada
Víctor Ramón Zelada Allende (n. Santiago, 22 de enero de 1945-15 de noviembre de 2023) fue un futbolista y entrenador chileno. Comenzó jugando de puntero, derecho o izquierdo indistintamente, para especializarse como centrodelantero, puesto en que logró sus mayores éxitos.

## Trayectoria
Comenzó a practicar el fútbol en El Monte, pueblo distante 45 km de Santiago, donde vivió sus primeros años. Se inició jugando en el fútbol amateur en el club Andarivel.
Partió su carrera en las inferiores de Unión Española, bajo las órdenes de Luis Tirado. Ante la negativa de los hispanos de costear sus traslados pasó en 1963 a Iberia, equipo de la Segunda División de Chile. En el club azulgrana registró 16 goles al término del torneo. En 1965 pasó a O'Higgins de Rancagua, marcó 8 goles.  
Entre 1966 y 1970 jugó en Colo Colo, donde fue goleador del equipo en 1966, con 14 goles y en 1967 con 18 goles. En las temporadas siguientes anotó 10 goles en 1968, 13 goles en 1969 y 9 goles en 1970, torneo que fue Campeón con el Cacique. 
En 1971 llegó a Palestino, donde marcó 8 goles. En 1972 jugó en La Serena donde convirtió 11 goles. En 1973 jugó en Magallanes, repitiendo la marca anterior: 11 goles. En 1974 defendió a Unión San Felipe donde sólo registró 6 goles. Entre 1975 y 1976 jugó en Universidad de Chile donde solo marcó tres goles.
Su carrera terminó en 1977 en Ferroviarios, en la Segunda División, marcando 5 goles.

## Selección nacional
Fue internacional con la Selección de Chile el año 1970, y el respectivo registro histórico muestra que jugó 2 partidos.

#### Partidos internacionales
| 1     | 22 de marzo de 1970 | Estadio Morumbi, São Paulo, Brasil          | Brasil | 5-0 | Chile |  |  | Francisco Hormazábal | Amistoso |
| 2     | 26 de marzo de 1970 | Estadio de Maracaná, Río de Janeiro, Brasil | Brasil | 2-1 | Chile |  |  | Francisco Hormazábal | Amistoso |
| Total | Presencias          | 2                                           | Goles  | 0   |       |  |  |                      |          |

| Selección chilena | Selección chilena | Selección chilena |
| Año               | Partidos          | Goles             |
| ----------------- | ----------------- | ----------------- |
| 1970              | 2                 | 0                 |
| Total             | 2                 | 0                 |

## Clubes

### Como jugador
| Club                 | País  | Año       |
| -------------------- | ----- | --------- |
| Iberia               | Chile | 1963-1964 |
| O'Higgins            | Chile | 1965      |
| Colo Colo            | Chile | 1966-1970 |
| Palestino            | Chile | 1971      |
| Deportes La Serena   | Chile | 1972      |
| Magallanes           | Chile | 1973      |
| Unión San Felipe     | Chile | 1974      |
| Universidad de Chile | Chile | 1975-1976 |
| Ferroviarios         | Chile | 1977      |

### Como entrenador
| Club             | País  | Año       |
| ---------------- | ----- | --------- |
| Unión San Felipe | Chile | 1988      |
| Coquimbo Unido   | Chile | 1988-1989 |

## Palmarés

### Campeonatos nacionales
| Título           | Club      | País  | Año  |
| ---------------- | --------- | ----- | ---- |
| Primera División | Colo Colo | Chile | 1970 |